# فهرست آثار ملی شهرستان آباده

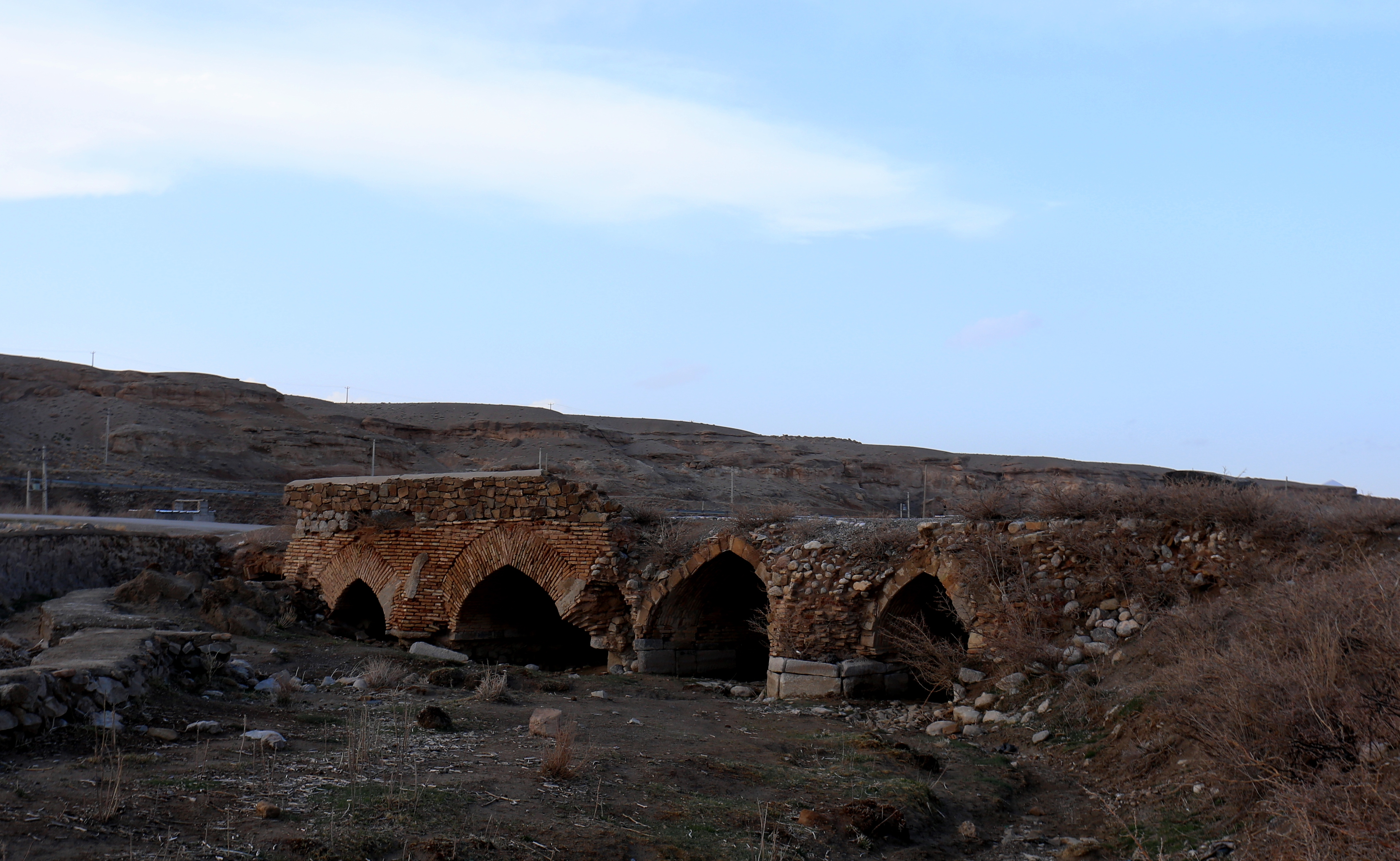
نمایی از پل ایزدخواست

فهرست آثار ملی شهرستان آباده بخشی از آثار ملی استان فارس در ایران است. عمارت کلاه فرنگی آباده یکی از آثار ملی در این شهرستان است که سال ۷۹ به شماره ۳۴۰۸ به ثبت آثار ملی ایران رسیده و در حاشیه میدان ولیعصر (عج) شهر آباده واقع شده‌است.
در سال ۱۳۹۸ ۹۸ اثر تاریخی متعلق به دوره‌های پیش از تاریخ تا دوره اسلامی در آباده کشف شد.
آثار ثبت‌شده در این شهرستان شامل ۴۰ اثر است.